# Alessandro Proni
Alessandro Proni, né le 28 décembre 1982 à Rome, est un coureur cycliste italien.

## Biographie
Fin 2014, La Gazzetta dello Sport révèle qu'il fait partie des clients du controversé médecin italien Michele Ferrari.

## Palmarès

### Palmarès amateur
- 2003
  - 2e du Giro del Casentino
- 2004
  - Grand Prix de la ville de Vinci
  - 2e étape du Tour de Toscane espoirs
  - 2e du Trofeo Alta Valle del Tevere
  - 2e de la Coppa Giulio Burci
  - 3e du Trophée Mario Zanchi
- 2005
  - Coppa Embassy Cargo
  - Trofeo Martiri 4 e 11 luglio 1944
  - Coppa Ciuffenna
  - 3e de Florence-Viareggio
- 2006
  - Gran Premio Artigiani Sediai e Mobilieri
  - Gran Premio Eurocar Citroen
  - Coppa Caduti di Reda
  - Coppa Fiera di Mercatale
  - Trophée Tempestini Ledo
  - Giro delle Due Province
  - Trofeo SC Corsanico
  - Trofeo Nesti e Nelli
  - Florence-Viareggio
  - 2e du Gran Premio Ezio Del Rosso
  - 3e du Trofeo Franco Balestra
  - 3e du Giro del Montalbano

### Palmarès professionnel
- 2007
  - 2e étape du Tour de Suisse
  - 3e du Tour de Picardie
- 2009
  - 1reb étape de la Semaine internationale Coppi et Bartali (contre-la-montre par équipes)
- 2010
  - 3e du Grand Prix de Prato

## Résultats sur les grands tours

### Tour d'Italie
- 2013 : 88e

## Classements mondiaux
| Année              | 2006 | 2007 | 2008 | 2009 | 2010 | 2011 | 2012   | 2013 |
| ------------------ | ---- | ---- | ---- | ---- | ---- | ---- | ------ | ---- |
| Classement ProTour |      | 195e |      |      |      |      |        |      |
| UCI America Tour   |      |      |      | 374e |      |      |        |      |
| UCI Europe Tour    | 723e |      |      | 298e | 184e | 614e | 1 205e | 511e |